# Oneirodes sabex
Oneirodes sabex es una especie de pez del género Oneirodes, familia Oneirodidae, orden Lophiiformes. Fue descrita científicamente por Pietsch & Seigel en 1980.
Especie inofensiva para el ser humano. Puede alcanzar los 1800 metros de profundidad.

## Descripción
Su longitud estándar es de 12,1-18,9 centímetros.

## Distribución
Se distribuye por Indonesia, este de Australia y Nueva Zelanda.